# Museumsufer

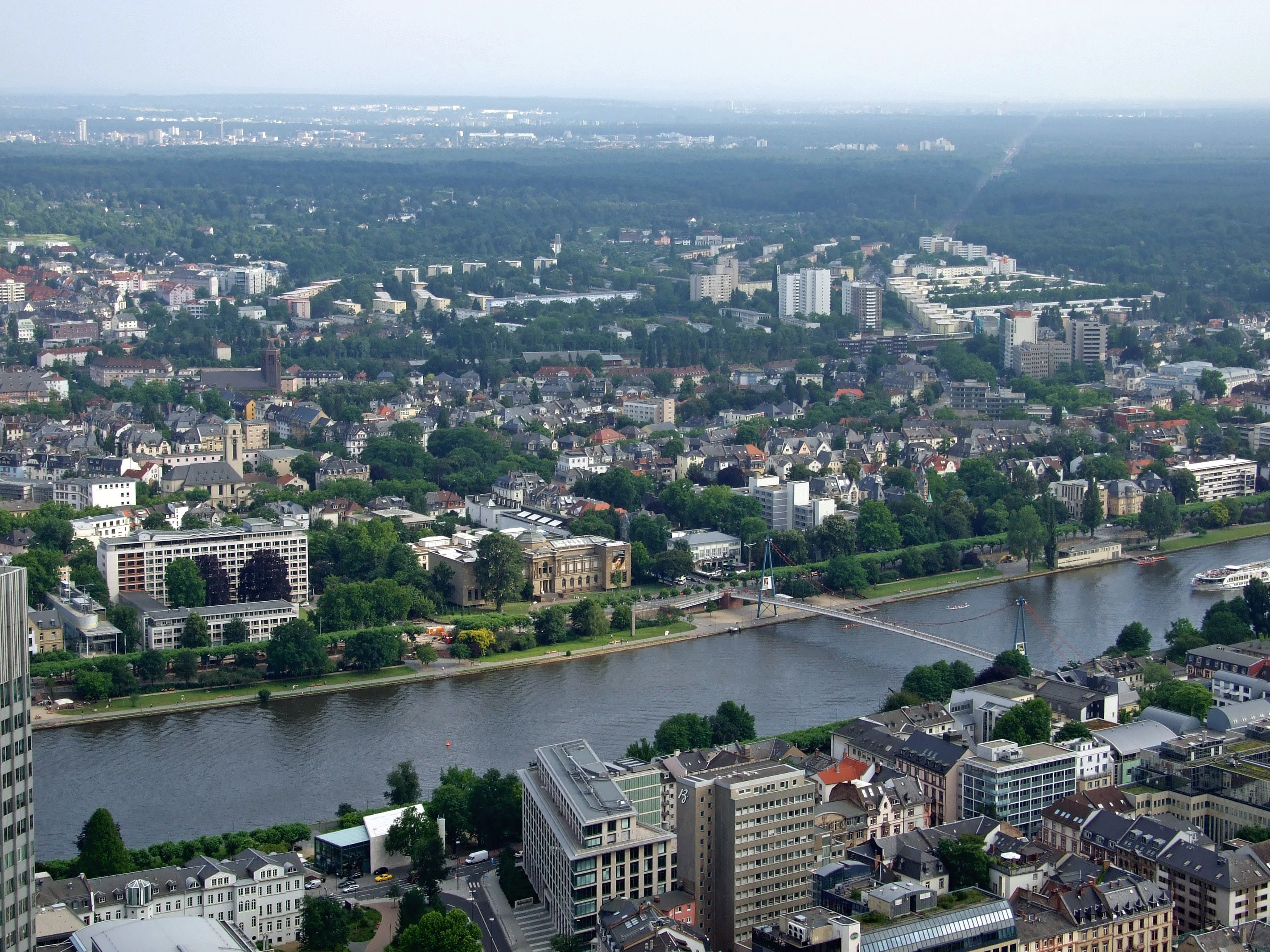
Vue aérienne du Main et du.

Museumsufer (en français : « rive des musées ») est le surnom donné à la rive du Main de la ville allemande de Francfort-sur-le-Main, en raison du grand nombre de musées qui s'y trouvent.